# Sankta Ceciliapriset
Sankta Ceciliapriset, eller bara Ceciliapriset, är ett svenskt musikpris, instiftat av Stockholms stift.
Priset är uppkallat efter kyrkomusikens skyddshelgon Cecilia och syftar till att "främja musiken i Stockholms stifts församlingar." Priset ska tilldelas "någon eller några som på ett förtjänstfullt sätt verkar för musiken i stiftets församlingar." Alla kan nominera personer till tävlingen på Svenska kyrkans webbplats.
Vinnaren utses av en jury som består av biskop, stiftsdirektor, ledamöter ur stiftsstyrelsen, stiftsmusiker och domkyrkoorganist. Priset delas ut ungefär varje år, ofta i Adolf Fredriks kyrka.

## Pristagare
- 1992 – Lars-Ewe Nilsson
- 1993 – Bengt Berg
- 1995 – Sten Höge
- 1996 – Per Thunarf
- 1998 -  Lars Jonsson

- 2002 – Britt Wennberg
- 2003 – Ulrika Wiström
- 2005 – Rutger Åsheim
- 2006 – Mats Broström
- 2007 – Carina Olofson
- 2009 – Kerstin Börjeson[2]
- 2010 – Anna Pihl-Lindén
- 2011 – Gustaf Sjökvist[3]
- 2012 – Peter Nätterlund[4]
- 2014 – Gunnel Nilsson
- 2015 – Mattias Wager, Anders Åstrand och Gary Graden[5]
- 2016 – Anders Emilsson[6]
- 2017 – Karin Oldgren[7]
- 2018 – Sonny Jansson och Karin Runow.[8]
- 2019 – Per-Ove Larsson[9]
- 2020 – Hanna Sandman
- 2021 – Hans Vainikainen
- 2022 – Ulf Norberg
- 2023 – Karolina Bråkenhielm[10]
- 2024 – Anna Holm[11]
- 2025 – Dan Enberg[12]

### Fotnoter
1. 1 2 3  ”Ceciliapriset”. Svenska kyrkan. https://www.svenskakyrkan.se/stockholmsstift/sankta-ceciliapriset-stockholms-stift. Läst 13 november 2012.
2. ↑  ”Årets S:ta Ceciliapris gick till organist Kerstin Börjeson i Hägerstens församling”. 6 februari 2009. Arkiverad från originalet den 25 maj 2012. https://archive.is/20120525210700/http://www.hagersten.org/artiklar/svenska-kyrkan-hagersten/2009-02-06/arets-sta-ceciliapris-gick-till-organist-kerstin-barjeson-i-hagerstens-farsamling/. Läst 29 juni 2011.
3. ↑  ”Mångsidig musiker årets S:ta Ceciliapristagare”. 3 februari 2011. Arkiverad från originalet den 18 juni 2015. https://web.archive.org/web/20150618194538/http://www.svenskakyrkan.se/default.aspx?id=746920. Läst 29 juni 2011.
4. ↑  ”Prenumeration - Låst artikel”. http://www.kyrkanstidning.se/kultur/peter-natterlund-far-musikpris-av-stockholms-stift. Läst 3 februari 2018.
5. ↑  ”Sankta Ceciliapriset 2015 tilldelas lustfylld och lekfull trio”. Mynewsdesk. http://www.mynewsdesk.com/se/stockholmsstift/pressreleases/sankta-ceciliapriset-2015-tilldelas-lustfylld-och-lekfylld-trio-1133062. Läst 3 februari 2018.
6. ↑  ”Sankta Ceciliapris till multimusikern Anders Emilsson”. 1 februari 2016. http://www.dirigentforeningen.se/sankta-ceciliapris-till-multimusikern-anders-emilsson/. Läst 3 februari 2018.
7. ↑  ”Sankta Ceciliapriset 2017”. www.svenskakyrkan.se. https://www.svenskakyrkan.se/stockholmsstift/sankta-ceciliapriset-2017. Läst 3 februari 2018.
8. ↑  ”S:ta Ceciliapriset 2018”. https://www.svenskakyrkan.se/matteus/ceciliapriset-2018. Läst 3 februari 2018.
9. ↑  admin (2 februari 2019). ”Årets S:ta Ceciliapris-vinnare » iMusiken”. iMusiken. https://imusiken.se/2019/02/02/arets-sta-ceciliapris-vinnare/. Läst 5 november 2019.
10. ↑  ”Musikalisk visionär och eldsjäl tilldelas årets S:ta Ceciliapris”. www.svenskakyrkan.se. 7 februari 2023. https://www.svenskakyrkan.se/stockholmsstift/musikalisk-visionar-och-eldsjal-tilldelas-arets-sta-ceciliapris. Läst 12 februari 2025.
11. ↑  ”Årets Sankta Ceciliapris tilldelas konsertorganisten Anna Holm”. www.svenskakyrkan.se. https://www.svenskakyrkan.se/stockholmsstift/nyheter/arets-sankta-ceciliapris-tilldelas-konsertorganisten-anna-holm. Läst 12 februari 2025.
12. ↑   Enberg, Dan. 2025-01-27. https://www.svenskakyrkan.se/stockholmsstift/nyheter/sankta-ceciliapriset-2025-gar-till-kantorn-dan-enberg. Läst 12 februari 2025.